# TIE fighter

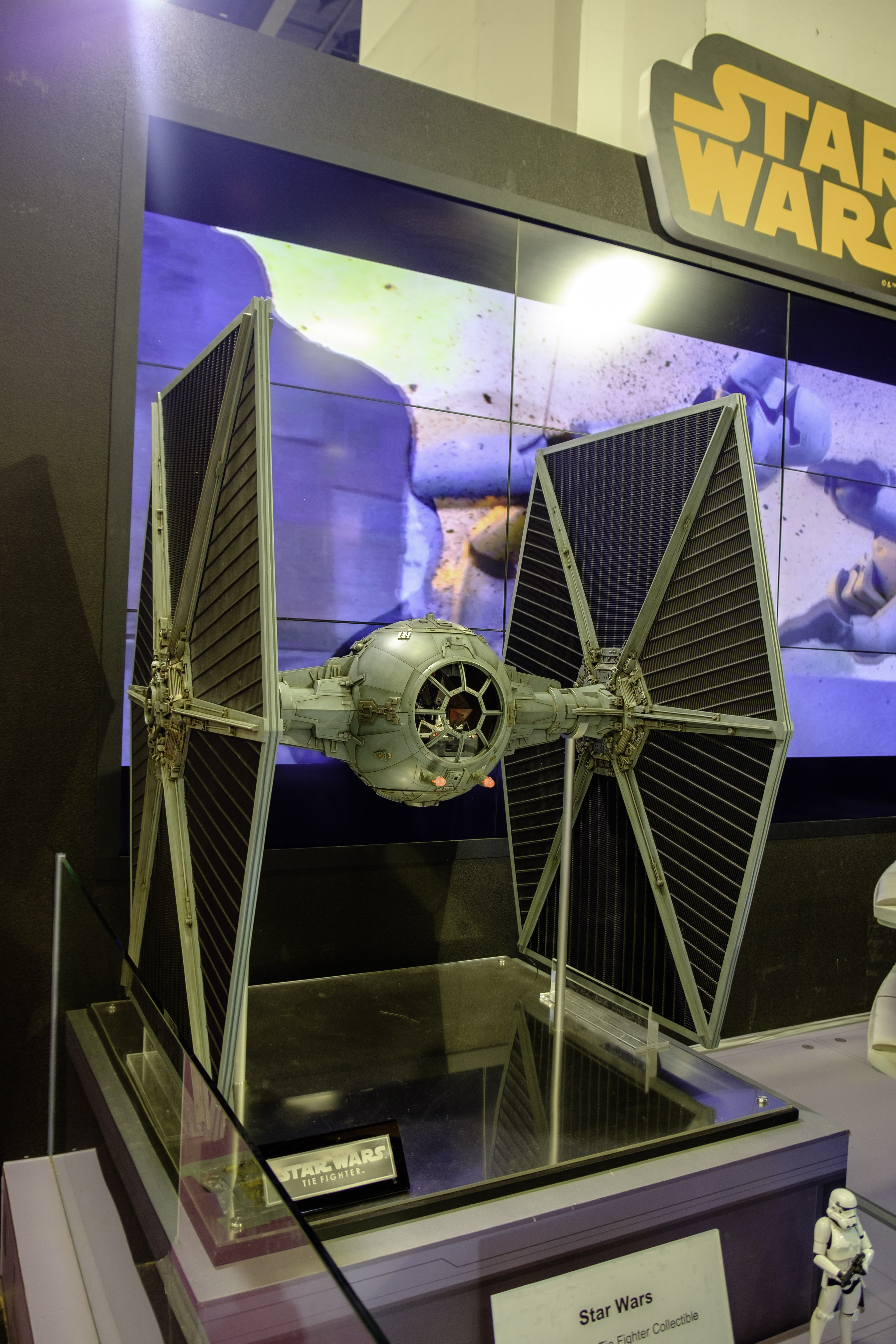
Model a escala d'un TIE fighter.

Els TIE fighters són caces estelars ficticis de l'univers de Star Wars. Les naus, propulsades per dos motors iònics (en anglès, Twin Ion Engines, d'aquí el nom), són ràpides i fràgils, i estan produïdes per Sienar Fleet Systems per l'Imperi Galàctic. Els TIE fighters i les altres naus TIE apareixen a la triologia original de Star Wars — Una Nova Esperança (1977), L'Imperi contraataca (1980), i El Retorn del Jedi (1983)— i a l'univers expandit de Star Wars. S'han llançat diverses rèpliques i joguines, com també un simulador de vol, que representen TIE fighers.

## Origen i disseny
Colin Cantwell, d'Industrial Light & Magic (ILM), va crear el concepte que establia el disseny d'una cabina en forma de bola i panells hexagonals per Una Nova Esperança. Tot i que inicialment se'ls donà una tonalitat blava, els TIE fighters van acabar sent grisos per poder filmar millor davant d'una pantalla blava; els TIE fighters de les següents dues pel·lícules sí que van ser d'un color blau apagat. El dissenyador de so Ben Burtt va crear el so característic dels TIE fighters combinant el so d'un elefant amb el d'un cotxe conduint en un paviment mullat.
Les escenes de combat entre els TIE fighters i el Falcó Mil·lenari i els X-wings rebels a Star Wars volien recordar metratges de dogfight de la Segona Guerra Mundial; els editors van utilitzar clips de combat de la Segona Guerra Mundial com a referències mentre Industrial Light and Magic completava els efectes especials. El caça estelar Jedi, creat per La venjança dels Sith, estava dissenyat per enllaçar els caces estelars Jedi de L'atac dels clons amb el disseny dels TIE fighters de la triologia original. Els caces estelars V-Wing, que es pot veure al final de La venjança dels Sith, també fa el so característic dels TIE fighter quan passen per sobre d'un Destructor Estelar. Sean Cooke, de Dark Horse Comics, va dissenyar el TIE predator de Star Wars: Legacy, ambientat 130 anys després dels esdeveniments d'Una Nova Esperança, per recordar els TIE fighters i per semblar més avançats tecnològicament que els originals.